# Cançó de croada
|  | No s'ha de confondre amb Cançó de la Croada. |

La cançó de croada o canso de crozada és un tipus de sirventès, un estil trobadoresc condicionat pel contingut. Té per finalitat animar els cristians a participar en la conquesta de Terra Santa, tot creant l'ambient propici.
A continuació la primera estrofa d'una cançó de croada de Pèire Vidal. Cal fer notar l'amenaça que figura en els tres darrers versos a aquells qui es mostrin refractaris a participar en la reconquesta de Terra Santa.
| I Baron, Jhesus, qu'en crotz fon mes per salvar crestiana gen, nos mand'a totz comunalmen qu'anem cobrar lo saint paes, on venc per nostr'amor morir. E si no.l volem obezir, lai on feniran tuit li plag, n'auzirem maint esquiu retrag. | I Barons, Jesús, que fou posat en la creu per a salvar la gent cristiana, ens mana a tots en general que anem a recuperar el sant país al qual va venir per morir pel nostre amor. I si no el volem obeir, allí on acaben totes les querelles (l'altra vida), sentirem molts esquius retrets. |